# Château de Biržai
Le château de Biržai est un château situé à Biržai en Lituanie. Il se situe à l'emplacement d'un château plus ancien, résidence de Cristophe Nicolas Radziwiłł, détruit par l'armée suédoise pendant la grande guerre du Nord,,.